# Беглик
Бегликът е паричен данък върху добитъка.
Той представлява фиксирана сума, която се заплаща за всяко притежавано животно. Данъкът е събиран в Османската империя, но също и в България след Освобождението. Така например, през 1910 г. размерът на беглика в България е 40 стотинки на овца и 60 стотинки на коза.
През 1910 г. беглишкият хамбар в Девня е преобразен в читалище. Събарянето на беглишките хамбари във Варна и заместването им с общински доходни здания започва през 1935 г.